# Psilanthus mabesae
Psilanthus mabesae là một loài thực vật có hoa trong họ Thiến thảo. Loài này được (Elmer) J.-F.Leroy miêu tả khoa học đầu tiên năm 1981.